# Písník Dubina
Písník Dubina je vodní plocha o rozloze 10,0 ha vzniklá po těžbě štěrkopísků ukončené okolo roku 2015. Písník se nalézá asi 0,5 km východně od centra obce Plačice v okrese Hradec Králové pod železniční tratí. Písník je využíván jako sportovní areál pro wakeboarding - k disposici jsou tři vleky o různé obtížnosti.

## Galerie

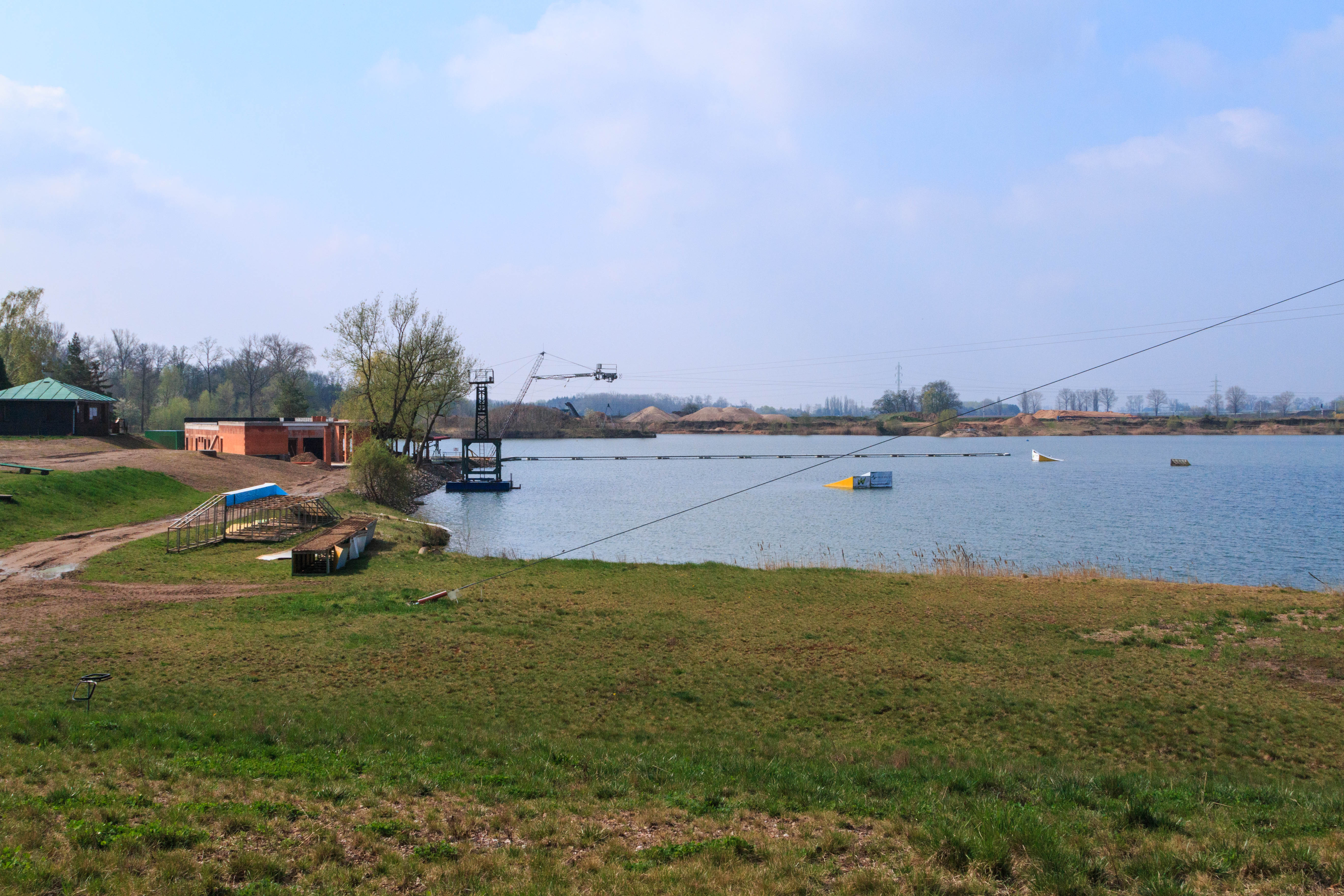
Wakeboardingový areál na písníku Dubina
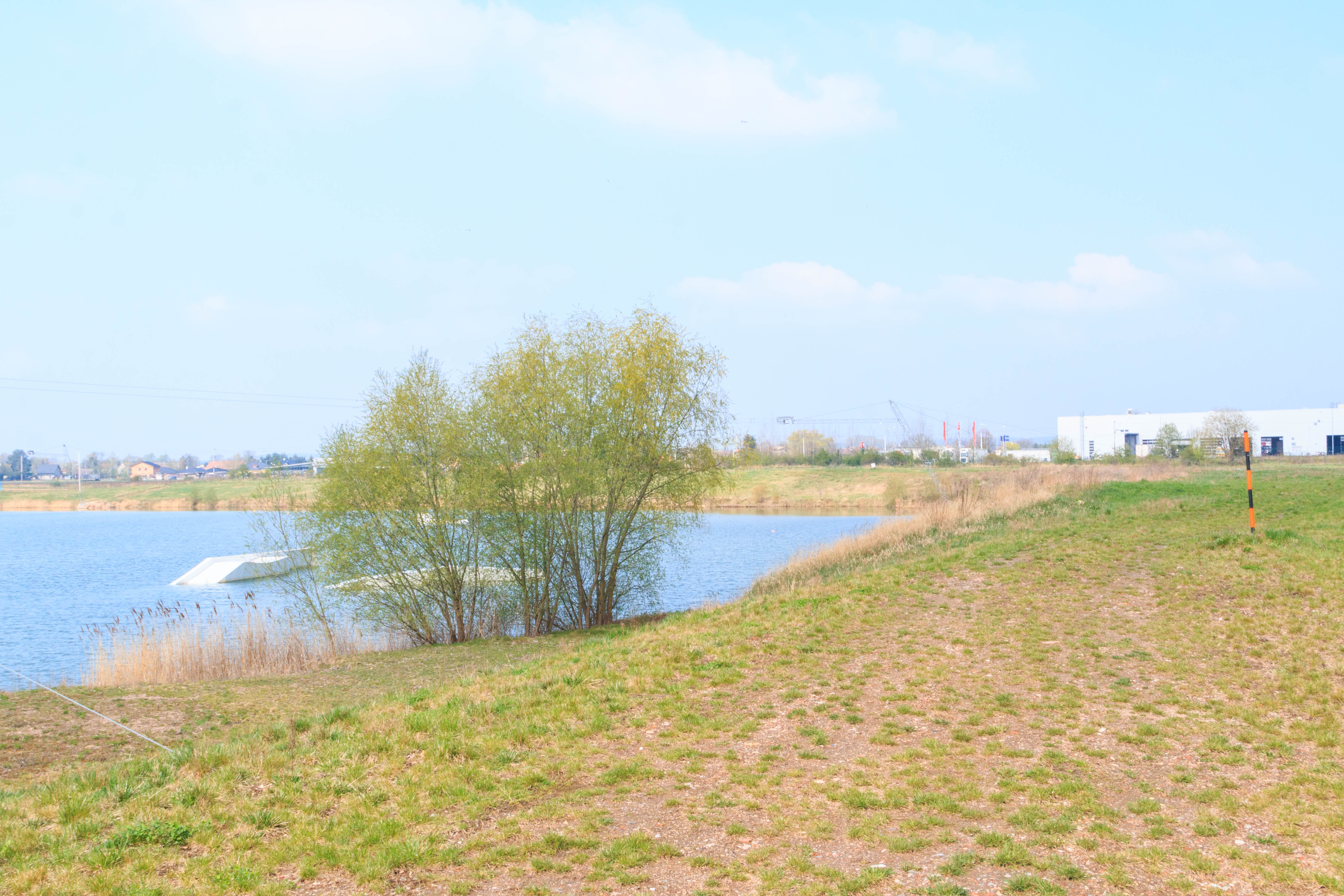
Wakeboardingový areál na písníku Dubina
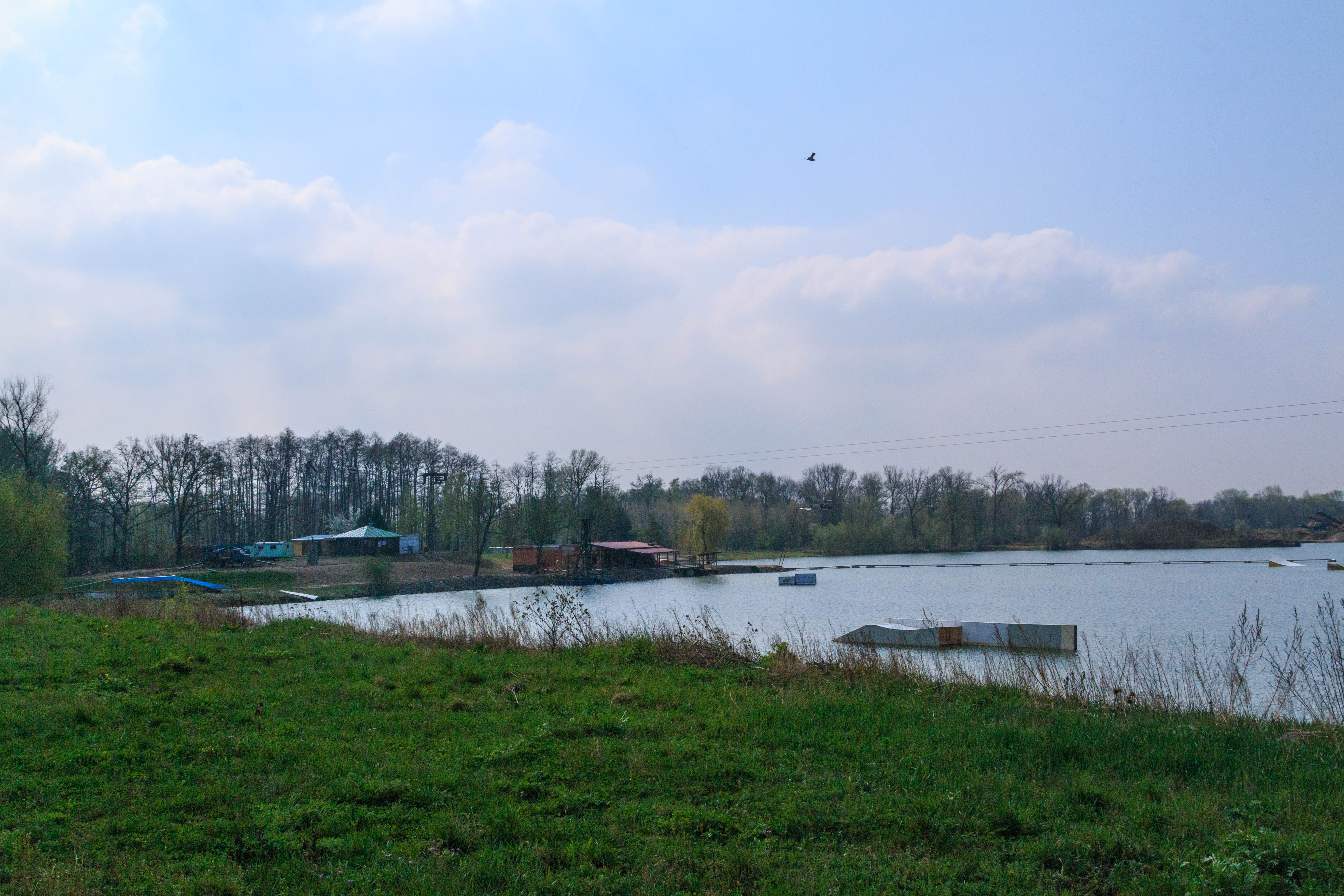
Wakeboardingový areál na písníku Dubina
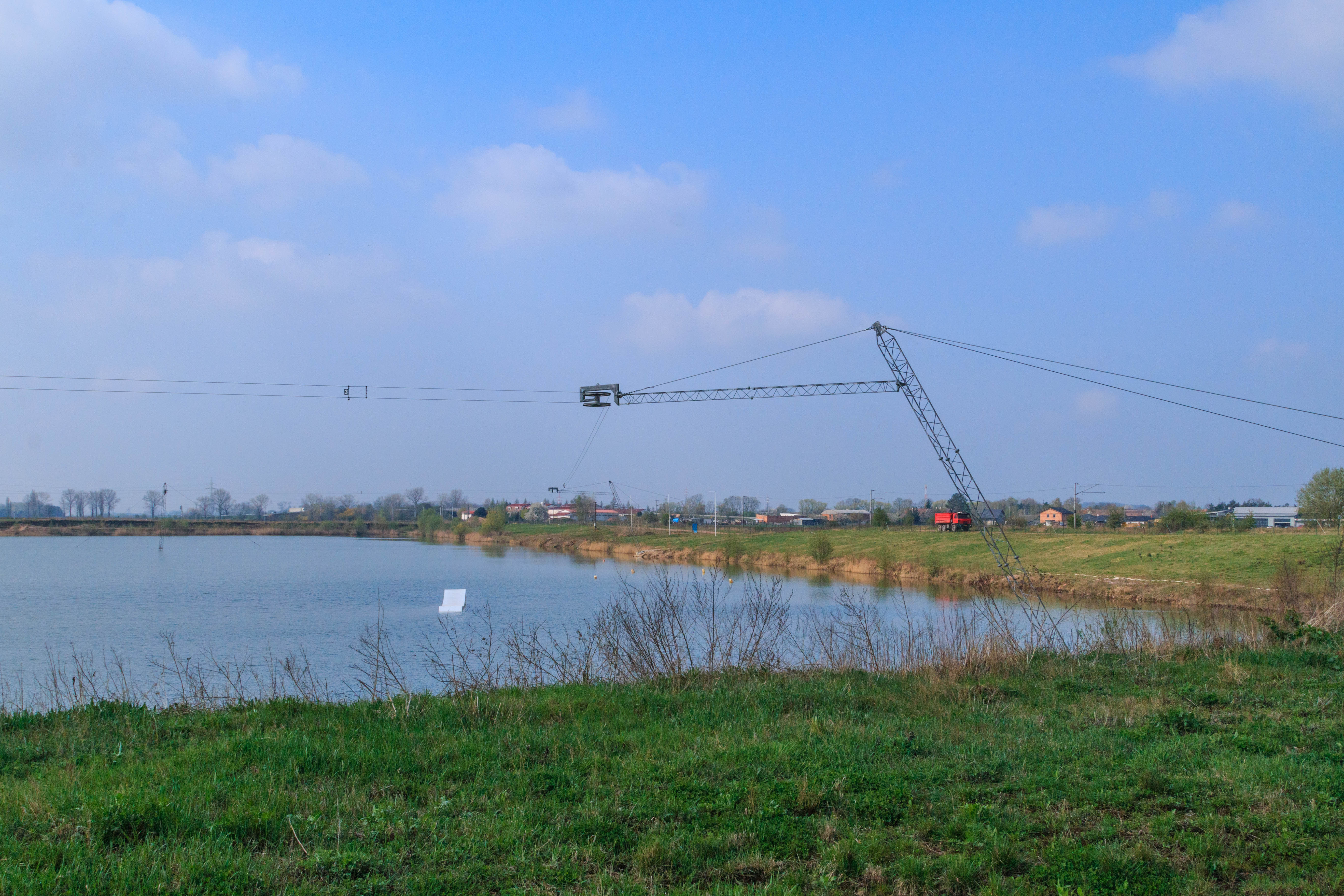
Wakeboardingový areál na písníku Dubina